# جيسيكا جاكسون
جيسيكا جاكسون (بالإنجليزية: Jessica Jackson Sloan)‏ هي محامية أمريكية، ولدت في 20 يناير 1982 في ألاباما في الولايات المتحدة.